# Kopa w Osobitej
Kopa w Osobitej (1617 m) – środkowy z trzech wierzchołków masywu Osobitej w słowackich Tatrach Zachodnich. Znajduje się w grani pomiędzy najwyższym wierzchołkiem (Osobitą, 1687 m) i Rzędowym Zwornikiem (1589 m).
Wierzchołek Kopy w Osobistej zarasta kosodrzewiną. Północno-zachodnie stoki opadają do Doliny Przedniej Krzemiennej, w północno-wschodnim kierunku, niżej łukowato zakręcając na wschód, opada z Kopy w Osobitej boczna grań, oddzielająca  dwie odnogi Doliny Suchej Orawickiej: Szeroki Żleb (orograficznie po prawej stronie) i Żleb pod Siodło (po lewej stronie). Grań ta jest porośnięta lasem i kosodrzewiną, ale od strony Szerokiego Żlebu podcięta jest długą ścianą, w której znajdują się dwa pasy skał: Wyżnie Rzędowe Skały i Niżnie Rzędowe Skały.
Zbudowany ze skał osadowych (wapienie i piaskowce z liasu) masyw Osobitej ma duże walory przyrodnicze i widokowe. Na znacznej części masywu, obejmującej również Kopę w Osobitej, utworzono obszar ochrony ścisłej Rezervácia Osobitá. Dawniej  od Waniczki przez Szeroki Żleb i Kopę w Osobitej na Osobitą prowadził znakowany szlak turystyczny, w 1989 został jednak przez TANAP zamknięty.

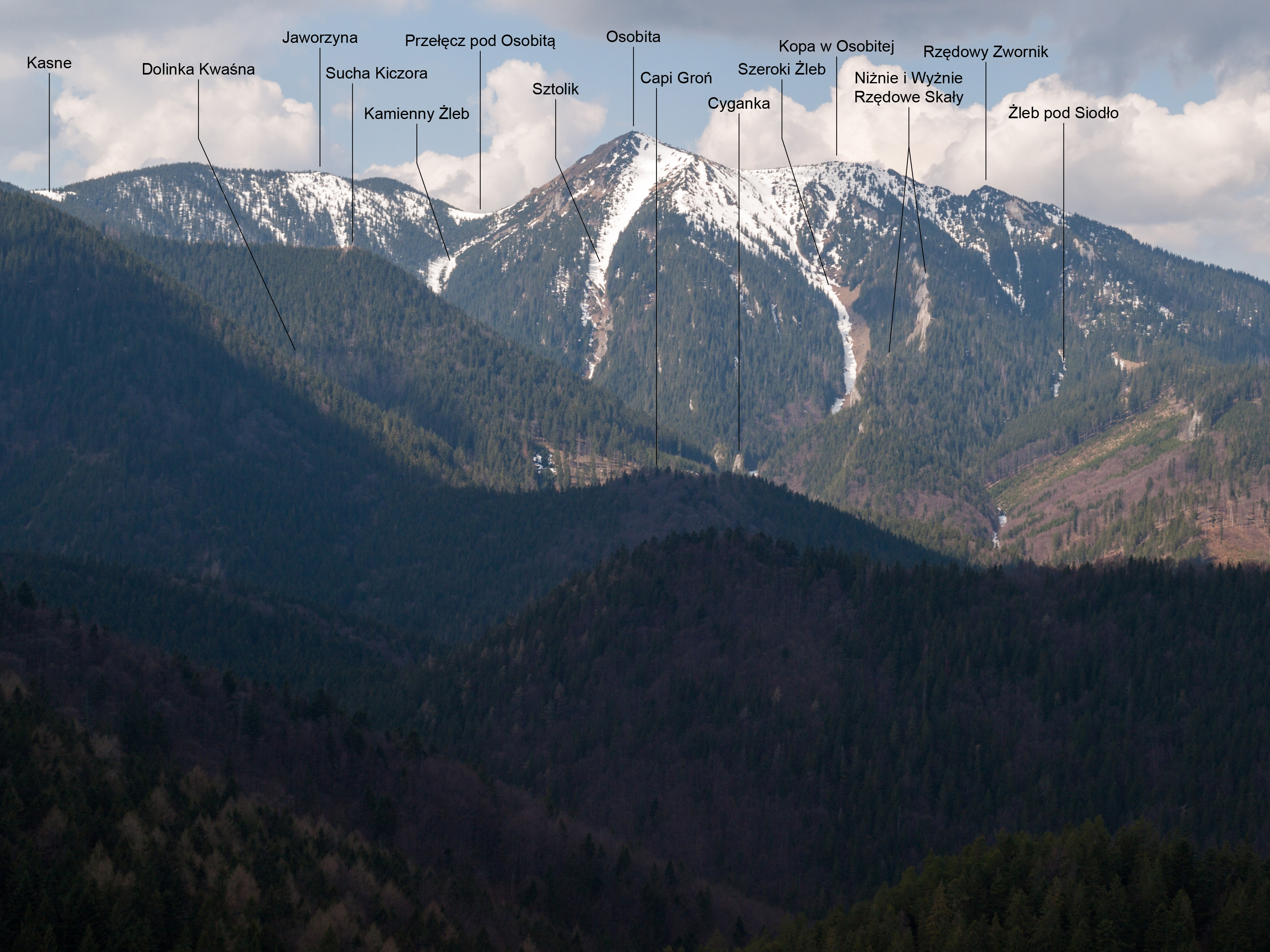
Widok ma masyw Osobitej z Turka